# Aculithus taoyuan
Espèce
Synonymes
- Phrurolithus taoyuan Fu, Chen & Zhang, 2016

Aculithus taoyuan est une espèce d'araignées aranéomorphes de la famille des Phrurolithidae.

## Distribution
Cette espèce est endémique du Sichuan en Chine,. Elle se rencontre dans le xian de Nanjiang.

## Description
Le mâle holotype mesure 2,62 mm et la femelle paratype 2,97 mm.

## Systématique et taxinomie
Cette espèce a été décrite sous le protonyme Phrurolithus taoyuan par Fu, Chen et Zhang en 2016. Elle est placée dans le genre Otacilia par Zamani et Marusik en 2020 puis dans le genre Aculithus par Jiang, Wang, Lyu, Yang et Liu en 2025.

## Publication originale
- Fu, Chen & Zhang, 2016 : « New Phrurolithus species from China (Araneae, Phrurolithidae). » Ecologica Montenegrina, vol. 7, p. 270-290 (texte intégral).